# Kotaro Oshio
Kotaro Oshio (押尾 コータロー, Oshio Kōtarō; nome real: 押尾 光太郎)  é um violonista acústico e fingerstyle nascido em Osaka, Japão. Ele é mais conhecido por seu trabalho com o violão de cordas de aço. Oshio faz parte da Sony Music Entertainment Japan divisão SME Records.
Em 2018, se juntou à dupla de violonistas japoneses Depapepe para formar o DEPAPEKO.

## Estilo Músical
A música de Oshio é classificada dentro de várias categorias, incluindo pop, new age e jazz. A técnica musical de Oshio inclui fingerpicking, Tap harmonic, e um estilo de dedilhar único referido como "nail attack", (algo como "ataque com a ponta da unha") em que ele bate as cordas com as unhas dos dedos médio e anelar, que é inspirado por Michael Hedges. Enquanto seus álbuns incluem material na sua maioria originais, Oshio também é conhecido por suas capas, e trilhas sonoras de filmes. Sua habilidade única na interpretação e arranjo pode ser ouvido em faixas como Merry Christmas, Mr. Lawrence em seu álbum Starting Point.

## Carreira
Oshio lançou seu primeiro álbum EP em dezembro de 1999, que foi seguido por um segundo álbum EP em março, 2001. Em julho de 2002, ele lançou seu primeiro disco maior, com o álbum Starting Point, gravado no Montreux Jazz Festival com B. B. King.

## Discografia
- Love Strings (2001)
- Oshio Kotaro (2002)
- Starting Point (2002)
- Dramatic (2003)
- Be Happy (2004)
- Bolero! Be Happy Live (2004)
- Panorama (2005)
- Color of Life (2006)
- Blue Sky, Kotaro Oshio Best CD (2007)
- Nature Spirit (2008)
- You & Me (2008)
- Tussie Mussie (2009)
- Eternal Chain (2009)
- Hand to Hand (2011)
- 10th Anniversary Best (2012)
- Reboot & Collabo (2013)

### Com oDEPAPEKO
- 2018 - PICK POP! ～J-Hits Acoustic Covers～[1]